# 1328 Devota
Az 1328 Devota (ideiglenes jelöléssel 1925 UA) egy kisbolygó a Naprendszerben. Benyiamin Zsehovszkij fedezte fel 1925. október 21-én, Algírban.